# Forte de Santa Rita
Forte de Santa Rita é um distrito urbano e bairro angolano da cidade de Moçâmedes‎, a capital da província de Namibe. É a subdivisão administrativa da Zona Sul da referida cidade.

## História
As ruínas da fortificação, que emprestam o nome ao bairro/distrito, remontam ao século XIX.